# Тузлукушевська сільська рада
Тузлуку́шевська сільська рада (рос. Тузлукушевский сельский совет) — муніципальне утворення у складі Чекмагушівського району Башкортостану, Росія. Адміністративний центр — село Тузлукушево.
Станом на 2002 рік існували Каразіріковська сільська рада (села Каразіріково, Каргали, присілок Новокаразіріково) та Тузлукушевська сільська рада (села Сийришбашево, Таскакли, Тузлукушево, присілки Кашаково, Чуртанбашево).

## Населення
Населення — 1652 особи (2019, 1989 у 2010, 2340 у 2002).

## Склад
До складу поселення входять такі населені пункти:
| Населений пункт            | Населення, осіб (2002) | Населення, осіб (2010) |
| -------------------------- | ---------------------- | ---------------------- |
| Каразіріково, село         | 499                    | 405                    |
| Каргали, село              | 196                    | 161                    |
| Кашаково, присілок         | 146                    | 124                    |
| Новокаразіріково, присілок | 5                      | 1                      |
| Сийришбашево, село         | 601                    | 559                    |
| Таскакли, село             | 212                    | 154                    |
| Тузлукушево, село          | 586                    | 530                    |
| Чуртанбашево, присілок     | 98                     | 55                     |